# Segre (rijeka)
Segre (Katalonski izgovor: [ˈsɛɣɾə] ili [ˈseɣɾe]; fra. Sègre) je riječni pritok Ebra (Ebre na katalonskom) sa porječjem koji obuhvaća teritorije u tri države: Francusku, Andoru i Španjolsku.
Rijeka Segre, poznata Rimljanima i Grcima kao Sicoris, a Arapima iz Al-Andalus kao Nahr az-Zaytūn (نهر الزيتون, rijeka Maslina). 

## Tok rijeke
Izvire na sjevernoj strani Pic del Segre ili Puigmal de Segre ("Segreov vrh") u francuskom departmanu Pyrénées-Orientales (povijesno comarca Alta Cerdanya), u katalonskim Pirenejima. To prati zapadni smjer cijelom dolinom Cerdanya (Cerdagne) i prelazi grad Saillagouse, španjolsku eksklavu Llívia i Bourg-Madame.
Ulazi u Španjolsku kod Puigcerdà i nastavlja prema zapadu do La Seu d'Urgell, gdje se susreće s Gran Valirom koja dolazi iz Andore. Od ove točke kreće jugozapadno preko predpirenejskih gorja (s nekoliko brana duž klanaca) i zapadnih ravnica Katalonije. Prolazi kroz Balaguer, Lleida, i ulijeva se u Ebro kod Mequinenze.
Među njezinim pritocima su: Gran Valira (iz Andore), Noguera Pallaresa, Noguera Ribagorzana i Cinca.

## U Lleidi
Rijeka Segre ključna je značajka geografije Lleide, koja dijeli grad na dva dijela. Tijekom povijesti grada dogodilo se nekoliko poplava, posljednja krajem 1970-ih. Na rijeci postoji i brana, u blizini parka prirode La Mitjana. Još jedan park, Els Camps Elisis, nalazi se uz Segre.
Mnogi mostovi premošćuju rijeku u gradu Lleida, naime: Pont Vell, Pont del Ferrocarril, Pont Nou, Pont de la Universitat, Pont de Pardinyes, Pont de Príncep de Viana, Passarel·la de Rufea, Passarel·la dels Maristes, Passarel·la d'Onze de Setembre, Passarel·la de Pardinyes i Passarel·la del Liceu Escolar.

## Vanjske poveznice
|  | Zajednički poslužitelj ima još gradiva o temi Segre (rijeka) |

- Ekološka akcija za rijeku Segre -"La Mitjana", Lleida (Španjolska)